# Боборыкин, Николай Николаевич (архитектор)
Никола́й Никола́евич Боборы́кин (1876—1938?) — русский архитектор.

## Биография
Родился 20 сентября (2 октября) 1876 года.
В 1891—1899 и 1903—1908 годах учился в Московском училище живописи, ваяния и зодчества, получил звание классного художника архитектуры. В 1901—1903 годы работал в Омске помощником архитектора на строительстве театра. С 1908 года работал в Москве. 
Состоял архитектором городского Страхового общества. Построил доходный дом по ул. Арбат, 30, пристройку к дому по Б. Саввинскому пер., 12 (совместно с А. О. Гунстом), женскую гимназию в Рузе. В 1918 году Советом районных дум назначен участковым архитектором, в 1926 году работал в управлении здравоохранения.
Умер в 1938 году.